# Triepeolus aguilari
Triepeolus aguilari là một loài Hymenoptera trong họ Apidae. Loài này được Moure mô tả khoa học năm 1955.